# Danielis
Danielis levde 886, var en bysantinsk affärskvinna och godsägare, känd som kejsar Basileios I:s välgörare.
Enligt den traditionella berättelsen var Daniels en rik landägare från Patras som ägde en stor del av Peloponnesos, samt en matt- och textilindustri.
Hon lärde känna den senare Basileios I när han ännu bara var en hovtjänare och fungerade som hans finansiär under hans väg till makten. När han slutligen lyckades bestiga tronen år 867, gjorde Danielis ett högtidligt intåg i Konstantinopel. Hon mottog titeln kejsarmoder, Basileomētōr. Hon överlevde Basileios I:s död 886. Vid sin död testamenterade hon sina egendom till Leo VI. Den innehöll bland annat över 3000 slavar, som kejsaren sände som kolonister till Syditalien. 
Ilias Anagnostakis har framlagt hypotesen att Danielis var en fiktiv person och hennes relation till Basileios I baserad på historien om kung Salomo och drottningen av Saba och Alexander den store och Kandake, med syftet att basera den nya kejsarens uppstigning på tronen med historiska hjältars.